# Menesia makilingi
Menesia makilingi är en skalbaggsart som först beskrevs av Heller 1924.  Menesia makilingi ingår i släktet Menesia och familjen långhorningar.
Artens utbredningsområde är Filippinerna. Inga underarter finns listade i Catalogue of Life.